# Xã Union, Quận Marion, Missouri
Xã Union (tiếng Anh: Union Township) là một xã thuộc quận Marion, tiểu bang Missouri, Hoa Kỳ. Năm 2010, dân số của xã này là 870 người.